# Dreamule
DreaMule es un programa P2P basado en el eMule y que trae nuevos recursos que mejoran la versión original. Este proyecto está creado por el programador Bruno Cabral de Brasil. Al igual que el eMule es un proyecto de software libre ( la licencia GPL), disponible para el Windows y Linux.
DreaMule tiene una interfaz diferente que eMule, además de la posibilidad de cambiar su aspecto a través de pieles, disponible en el foro de debate del programa. Tiene también nuevos recursos adicionales para eliminar los límites de la red.
Desde la versión 3.0, la característica más innovadora de DreaMule es su sistema Low2Low que permite eliminar automáticamente el LowID (o conexiones con Id Baja) y aumenta la posibilidad de compartir archivos. Prácticamente se configura solo, para no tener que abrir puertos. En la nueva versión 3.2 el reproductor media se ha diseñado para ser compatible con más archivos, con un nuevo material visual, permitir insertar los subtítulos, con canales más de sonido y muchas opciones en el modo de pantalla completa.

## Características
Características principales:
- Reproductor integrado de vídeo y música.
- Navegador web integrado.
- Banderas de identificación del país del usuario.
- Historial de descargas.
- Dispensa configuraciones.
- Tecla para esconder DreaMule (con un clic puedes hacer desaparecer Dreamule temporalmente; útil para quien lo utiliza en el trabajo).
- Completamente en tu idioma.
- Control avanzado de banda Maella.
- NAFC (control de feedback de la red).
- Regulador de subida perfeccionado.
- PowerRelease, para lanzamientos rápidos.
- Antisanguijuelas: acaba con las sanguijuelas que solo descargan sin dar nada a cambio y perjudican la red.
- Nueva ventana de búsqueda con más opciones.
- Programador para cambiar automáticamente la velocidad en determinados días y horas.
- Detector de archivos falsos.
- Permite ser bloqueado con una contraseña cuando se minimiza en la bandeja.